# Západní Papua (provincie)
Západní Papua (indonésky Papua Barat, dříve Irian Jaya Barat) je druhou nejméně osídlenou provincií Indonésie. Rozkládá se na západních poloostrovech ostrova Nová Guinea, tj. Ptačí hlava a Bomberai; patří k ní i souostroví Raja Ampat. Její oddělení od provincie Papua v únoru 2003 se setkalo s odporem místních obyvatel.
Největší města, kterými jsou hlavní město Manokwari a Sorong, se nacházejí při severním pobřeží provincie; obě mají přes 100 000 obyvatel.